# Chūqādūn
Chūqādūn (persiska: چُغادون, چَقادون, چوغادون, چوقادون, Choghādūn) är en ort i Iran.   Den ligger i provinsen Lorestan, i den centrala delen av landet, 300 km sydväst om huvudstaden Teheran. Chūqādūn ligger 1 559 meter över havet och antalet invånare är 355.
Terrängen runt Chūqādūn är varierad.Runt Chūqādūn är det ganska tätbefolkat, med 58 invånare per kvadratkilometer. Närmaste större samhälle är Dorūd, 10,0 km väster om Chūqādūn. Trakten runt Chūqādūn består i huvudsak av gräsmarker.